# صقللي زاده محمد باشا
صقللي زاده محمد باشا (بالتركية: Sokolluzade Lala Mehmed Paşa)‏ كان الصدر الأعظم للدولة العثمانية في الفترة ما بين 21 يونيو 1606 حتى 9 ديسمبر 1606.  تُوفي في 21 يونيو 1606 بمدينة إسطنبول.